# Ramunė Šidlauskaitė
Ramunė-Neringa Šidlauskaitė (Vilnius, 28 giugno 1961) è un'ex cestista sovietica, dal 1989 lituana.

## Carriera
Con l'Unione Sovietica ha disputato i Campionati mondiali del 1983 e due edizioni dei Campionati europei (1983, 1985).